# Rafael Matos Escobedo
Rafael Matos Escobedo (28 de julio de 1893 - 20 de diciembre de 1967) fue un jurista y político liberal mexicano, nacido en Oxkutzcab, Yucatán y fallecido en la Ciudad de México. Entre otros cargos fue ministro de la Suprema Corte de Justicia de la Nación y senador de la República.

## Datos biográficos
Cursó estudios de derecho en la Universidad de Yucatán y en la Escuela de Jurisprudencia de la Universidad Nacional Autónoma de México, graduándose de abogado. Durante un tiempo fue docente en varias universidades entre las cuales la Universidad de Veracruz y en la UNAM, su alma mater. Fue juez de distrito, sub-procurador de la Procuraduría General de la República (PGR), ministro de la Suprema Corte de Justicia de la Nación. Fue oficial mayor del Congreso de Yucatán y senador a la XLVI Legislatura del Congreso de la Unión. Ejerciendo este último cargo falleció en 1967 en la Ciudad de México, habiendo ocupado el escaño que dejó vacante su suplente el doctor Ramón Osorio y Carvajal.

## Reconocimientos
En su honor y en su solar nativo existe una escuela que lleva su nombre. También ha sido instituida con su nombre una medalla al mérito jurídico que se otorga anualmente en Yucatán entre los profesionales de las disciplinas jurídicas para reconocer a quienes en esa profesión se desempeñen de manera extraordinaria.

## Obra jurídica publicada
- La crisis política y jurídica del federalismo.
- La ineficacia de la muerte.
- La propiedad ante el nuevo derecho.
- Proyecto del código de defensa social de Yucatán.
- Antagonismos constitucionales.